# Bettina von Oesterreich
Bettina von Oesterreich (geb. von Scheven, * 8. Mai 1967 in Lüdenscheid) ist eine deutsche Bankmanagerin.

## Leben
Nach verschiedenen Positionen als Analystin und Bereichsdirektorin in der Deutschen Bank-Gruppe wechselte Bettina von Oesterreich 2005 zur Württembergischen Hypothekenbank AG Stuttgart, die von der Hypo Real Estate Bank International AG übernommen wurde.
Seit 2007 war sie Mitglied des Vorstandes der Hypo Real Estate Holding AG München und dort als Chief Risk Officer für das Risikomanagement verantwortlich. Das Risikomanagement unter Führung von Frau von Oesterreich wies laut einem Prüfungsbericht der Bundesbank, welcher im Rahmen der notwendigen staatlichen Hilfsmaßnahmen für die Bank erstellt wurde, starke Defizite auf, die laut den Prüfern nicht hätten toleriert werden dürfen. Im Zusammenhang mit den durch die Finanzkrise verursachten Schwierigkeiten bei der Hypo Real Estate zog sie sich zum 31. Januar 2009 von diesem Posten zurück. Laut Finanzbericht der HRE von 2009, S. 34, schloss von Oesterreich mit der HRE einen Aufhebungsvertrag zum 31. März 2009. Dieser sah eine Abfindung in Höhe von 400.000 Euro brutto vor. Von Oesterreich verzichtete aber auf eine ihr vertraglich zustehende so genannte Überbrückungsleistung in Höhe von 950.000 Euro.
Außerdem war sie Member of the Board der Hypo Public Finance Bank Dublin und der Quadra Realty Trust Inc. New York.
Nach Aufheben ihres Vorstandsmandates bei der HRE folgte von Oesterreich ihrem Mann Constantin von Oesterreich nach Hamburg, der im November 2009 bei der HSH Nordbank als Chief Risk Officer eingestellt wurde und seit November 2012 Vorstandschef der HSH ist. In Hamburg betreibt Bettina von Oesterreich die Beratungsfirma BVO Consult. Seit 2024 kooperiert sie zudem als Beraterin mit der Beratungsagentur twp Berlin.
Bettina von Oesterreich ist eine der wenigen Frauen, die bisher in Deutschland eine Vorstandsposition in einem DAX-Unternehmen übernommen haben. Weitere Beispiele sind Ellen Schneider-Lenné (Deutsche Bank), Karin Dorrepaal (Schering), Christine Novakovic (HypoVereinsbank) und Sabine Drzisgas (MAN).
Sie ist Aufsichtsratsmitglied der drittgrößten Privatbank Hamburgs, der Otto M. Schröder Bank.
Bettina von Oesterreich ist verheiratet mit Constantin von Oesterreich, dem ehemaligen Vorstandsvorsitzenden der HSH Nordbank.